# Trente-sixième district congressionnel du Texas
Le 36e district congressionnel du Texas est un district créé à la suite du recensement de 2010. Les premiers candidats se sont présentés aux élections parlementaires de 2012 pour un siège au 113e Congrès des États-Unis. Steve Stockman a remporté les élections générales et a représenté la nouvelle circonscription. Le 9 décembre 2013, Stockman a annoncé qu'il ne chercherait pas à être réélu en 2014 et qu'il défierait plutôt le Représentant sortant John Cornyn à la Primaire Sénatoriale Républicaine, et a été remplacé à la Chambre des États-Unis par Brian Babin.
Le 36e district est situé dans le sud-est du Texas et comprend tous les comtés de Chambers, Hardin, Jasper, Liberty, Newton et Tyler, ainsi que des parties du sud-est du Comté de Harris et du nord-ouest du Comté de Jefferson. Le Centre spatial Johnson se trouve dans le district. Créé récemment, le 36e est l'un des deux seuls districts du Texas (l'autre étant le 31e district) à n'avoir jamais été représenté par un membre du Parti Démocrate.

## Historique de vote
| Année | Poste     | Résultats              |
| ----- | --------- | ---------------------- |
| 2012  | Président | Romney 73,0 % – 26,0 % |
| 2016  | Président | Trump 72,0 % – 25,0 %  |
| 2020  | Président | Trump 72,0 % – 27,0 %  |

## Liste des Représentants du district
| Membre                             | Parti       | Années                          | Congrès     | Histoire électorale                                                                     | Zone géographique                                                                                          |
| ---------------------------------- | ----------- | ------------------------------- | ----------- | --------------------------------------------------------------------------------------- | --- |
| District établit le 3 janvier 2013 |             |                                 |             |                                                                                         | |
| Steve Stockman                     | Républicain | 3 janvier 2013 - 3 janvier 2015 | 113e        | Élu en 2012. Retrait pour se présenter comme Sénateur des États-Unis.                   | 2013–2023 Chambers, Hardin, Harris (en partie), Jasper, Liberty, Newton, Orange, Polk et Tyler             |
| Brian Babin                        | Républicain | 3 janvier 2015 - Présent        | 114e - 119e | Élu en 2014. Réélu en 2016. Réélu en 2018. Réélu en 2020. Réélu en 2022. Réélu en 2024. | 2013–2023 Chambers, Hardin, Harris (en partie), Jasper, Liberty, Newton, Orange, Polk et Tyler             |
| Brian Babin                        | Républicain | 3 janvier 2015 - Présent        | 114e - 119e | Élu en 2014. Réélu en 2016. Réélu en 2018. Réélu en 2020. Réélu en 2022. Réélu en 2024. | 2023–Présent Chambers, Hardin, Harris (en partie), Jasper, Jefferson (en partie), Liberty, Newton et Tyler |

## Résultats des récentes élections
Voici les résultats des dix précédents cycle électoraux dans le district.

### 2012
| Élection de 2012 du 36e district congressionnel du Texas | Élection de 2012 du 36e district congressionnel du Texas | Élection de 2012 du 36e district congressionnel du Texas | Élection de 2012 du 36e district congressionnel du Texas | Élection de 2012 du 36e district congressionnel du Texas |
| -------------------------------------------------------- | -------------------------------------------------------- | -------------------------------------------------------- | -------------------------------------------------------- | -------------------------------------------------------- |
| Parti                                                    | Parti                                                    | Candidat                                                 | Votes                                                    | %                                                        |
|                                                          | Républicain                                              | Steve Stockman                                           | 165 405                                                  | 70,7                                                     |
|                                                          | Démocrate                                                | Max Martin                                               | 62 143                                                   | 26,6                                                     |
|                                                          | Libertarien                                              | Michael K. Cole                                          | 2384                                                     | 2,7                                                      |
| Total des votes                                          | Total des votes                                          | Total des votes                                          | 233 832                                                  | 100 %                                                    |
|                                                          | Les Républicains conservent                              |                                                          |                                                          |                                                          |

### 2014
| Élection de 2014 du 36e district congressionnel du Texas, | Élection de 2014 du 36e district congressionnel du Texas, | Élection de 2014 du 36e district congressionnel du Texas, | Élection de 2014 du 36e district congressionnel du Texas, | Élection de 2014 du 36e district congressionnel du Texas, |
| --------------------------------------------------------- | --------------------------------------------------------- | --------------------------------------------------------- | --------------------------------------------------------- | --------------------------------------------------------- |
| Parti                                                     | Parti                                                     | Candidat                                                  | Votes                                                     | %                                                         |
|                                                           | Républicain                                               | Brian Babin                                               | 101 663                                                   | 76,0                                                      |
|                                                           | Démocrate                                                 | Michael K. Cole                                           | 29 543                                                    | 22,1                                                      |
|                                                           | Libertarien                                               | Rodney Veach                                              | 1951                                                      | 1,5                                                       |
|                                                           | Vert                                                      | Hal J. Ridley Jr.                                         | 685                                                       | 0,5                                                       |
| Total des votes                                           | Total des votes                                           | Total des votes                                           | 133 842                                                   | 100 %                                                     |
|                                                           | Les Républicains conservent                               |                                                           |                                                           |                                                           |

### 2016
| Élection de 2016 du 36e district congressionnel du Texas | Élection de 2016 du 36e district congressionnel du Texas | Élection de 2016 du 36e district congressionnel du Texas | Élection de 2016 du 36e district congressionnel du Texas | Élection de 2016 du 36e district congressionnel du Texas |
| -------------------------------------------------------- | -------------------------------------------------------- | -------------------------------------------------------- | -------------------------------------------------------- | -------------------------------------------------------- |
| Parti                                                    | Parti                                                    | Candidat                                                 | Votes                                                    | %                                                        |
|                                                          | Républicain                                              | Brian Babin (sortant)                                    | 193 675                                                  | 88,6                                                     |
|                                                          | Vert                                                     | Hal J. Ridley Jr.                                        | 685                                                      | 0,5                                                      |
| Total des votes                                          | Total des votes                                          | Total des votes                                          | 218 565                                                  | 100 %                                                    |
|                                                          | Les Républicains conservent                              |                                                          |                                                          |                                                          |

### 2018
| Élection de 2018 du 36e district congressionnel du Texas | Élection de 2018 du 36e district congressionnel du Texas | Élection de 2018 du 36e district congressionnel du Texas | Élection de 2018 du 36e district congressionnel du Texas | Élection de 2018 du 36e district congressionnel du Texas |
| -------------------------------------------------------- | -------------------------------------------------------- | -------------------------------------------------------- | -------------------------------------------------------- | -------------------------------------------------------- |
| Parti                                                    | Parti                                                    | Candidat                                                 | Votes                                                    | %                                                        |
|                                                          | Républicain                                              | Brian Babin (sortant)                                    | 161 048                                                  | 72,6                                                     |
|                                                          | Démocrate                                                | Dayna Steele                                             | 60 908                                                   | 27,4                                                     |
| Total des votes                                          | Total des votes                                          | Total des votes                                          | 221 956                                                  | 100 %                                                    |
|                                                          | Les Républicains conservent                              |                                                          |                                                          |                                                          |

### 2020
| Élection de 2014 du 36e district congressionnel du Texas | Élection de 2014 du 36e district congressionnel du Texas | Élection de 2014 du 36e district congressionnel du Texas | Élection de 2014 du 36e district congressionnel du Texas | Élection de 2014 du 36e district congressionnel du Texas |
| -------------------------------------------------------- | -------------------------------------------------------- | -------------------------------------------------------- | -------------------------------------------------------- | -------------------------------------------------------- |
| Parti                                                    | Parti                                                    | Candidat                                                 | Votes                                                    | %                                                        |
|                                                          | Républicain                                              | Brian Babin (sortant)                                    | 222 712                                                  | 73,6                                                     |
|                                                          | Démocrate                                                | Rashad Lewis                                             | 73 418                                                   | 24,3                                                     |
|                                                          | Libertarien                                              | Chad Abbey                                               | 4848                                                     | 1,6                                                      |
|                                                          | Vert                                                     | Hal J. Ridley Jr.                                        | 1571                                                     | 0,5                                                      |
| Total des votes                                          | Total des votes                                          | Total des votes                                          | 302 549                                                  | 100 %                                                    |
|                                                          | Les Républicains conservent                              |                                                          |                                                          |                                                          |

### 2022
| Primaire Républicaine de 2022 du 36e district congressionnel du Texas | Primaire Républicaine de 2022 du 36e district congressionnel du Texas | Primaire Républicaine de 2022 du 36e district congressionnel du Texas | Primaire Républicaine de 2022 du 36e district congressionnel du Texas | Primaire Républicaine de 2022 du 36e district congressionnel du Texas |
| --------------------------------------------------------------------- | --------------------------------------------------------------------- | --------------------------------------------------------------------- | --------------------------------------------------------------------- | --------------------------------------------------------------------- |
| Parti                                                                 | Parti                                                                 | Candidat                                                              | Votes                                                                 | %                                                                     |
|                                                                       | Républicain                                                           | Brian Babin (sortant)                                                 | 59 381                                                                | 100%                                                                  |

| Primaire Démocrate de 2022 du 36e district congressionnel du Texas | Primaire Démocrate de 2022 du 36e district congressionnel du Texas | Primaire Démocrate de 2022 du 36e district congressionnel du Texas | Primaire Démocrate de 2022 du 36e district congressionnel du Texas | Primaire Démocrate de 2022 du 36e district congressionnel du Texas |
| ------------------------------------------------------------------ | ------------------------------------------------------------------ | ------------------------------------------------------------------ | ------------------------------------------------------------------ | ------------------------------------------------------------------ |
| Parti                                                              | Parti                                                              | Candidat                                                           | Votes                                                              | %                                                                  |
|                                                                    | Démocrate                                                          | Jon Haire                                                          | 16 589                                                             | 100%                                                               |

| Élection de 2022 du 36e district congressionnel du Texas | Élection de 2022 du 36e district congressionnel du Texas | Élection de 2022 du 36e district congressionnel du Texas | Élection de 2022 du 36e district congressionnel du Texas | Élection de 2022 du 36e district congressionnel du Texas |
| -------------------------------------------------------- | -------------------------------------------------------- | -------------------------------------------------------- | -------------------------------------------------------- | -------------------------------------------------------- |
| Parti                                                    | Parti                                                    | Candidat                                                 | Votes                                                    | %                                                        |
|                                                          | Républicain                                              | Brian Babin (sortant)                                    | 145 599                                                  | 69,5                                                     |
|                                                          | Démocrate                                                | Jon Haire                                                | 64 016                                                   | 30,5                                                     |
| Total des votes                                          | Total des votes                                          | Total des votes                                          | 209 615                                                  | 100 %                                                    |
|                                                          | Les Républicains conservent                              |                                                          |                                                          |                                                          |

### 2024
| Primaire Républicaine de 2024 du 36e district congressionnel du Texas | Primaire Républicaine de 2024 du 36e district congressionnel du Texas | Primaire Républicaine de 2024 du 36e district congressionnel du Texas | Primaire Républicaine de 2024 du 36e district congressionnel du Texas | Primaire Républicaine de 2024 du 36e district congressionnel du Texas |
| --------------------------------------------------------------------- | --------------------------------------------------------------------- | --------------------------------------------------------------------- | --------------------------------------------------------------------- | --------------------------------------------------------------------- |
| Parti                                                                 | Parti                                                                 | Candidat                                                              | Votes                                                                 | %                                                                     |
|                                                                       | Républicain                                                           | Brian Babin (sortant)                                                 | 58 635                                                                | 81,3                                                                  |
|                                                                       | Républicain                                                           | Jonathan Mitchell                                                     | 13 448                                                                | 18,7                                                                  |

| Primaire Démocrate de 2024 du 36e district congressionnel du Texas | Primaire Démocrate de 2024 du 36e district congressionnel du Texas | Primaire Démocrate de 2024 du 36e district congressionnel du Texas | Primaire Démocrate de 2024 du 36e district congressionnel du Texas | Primaire Démocrate de 2024 du 36e district congressionnel du Texas |
| ------------------------------------------------------------------ | ------------------------------------------------------------------ | ------------------------------------------------------------------ | ------------------------------------------------------------------ | ------------------------------------------------------------------ |
| Parti                                                              | Parti                                                              | Candidat                                                           | Votes                                                              | %                                                                  |
|                                                                    | Démocrate                                                          | Dayna Steele                                                       | 14 973                                                             | 100%                                                               |

| Élection de 2024 du 36e district congressionnel du Texas | Élection de 2024 du 36e district congressionnel du Texas | Élection de 2024 du 36e district congressionnel du Texas | Élection de 2024 du 36e district congressionnel du Texas | Élection de 2024 du 36e district congressionnel du Texas |
| -------------------------------------------------------- | -------------------------------------------------------- | -------------------------------------------------------- | -------------------------------------------------------- | -------------------------------------------------------- |
| Parti                                                    | Parti                                                    | Candidat                                                 | Votes                                                    | %                                                        |
|                                                          | Républicain                                              | Brian Babin (sortant)                                    | TBD                                                      | TBD                                                      |
|                                                          | Démocrate                                                | Dayna Steele                                             | TBD                                                      | TBD                                                      |
| Total des votes                                          | Total des votes                                          | Total des votes                                          | TBD                                                      | 100 %                                                    |
|                                                          |                                                          |                                                          |                                                          |                                                          |